# Frei.Wild
Frei.Wild è una rock band di Bressanone, comune del Sudtirolo o Alto Adige, attualmente Italia, le loro canzoni sono per lo più cantate in lingua tedesca.

## Storia
La band è stata fondata da Philipp Burger (voce, chitarra) e Jonas Nothdurfter (chitarra) nel settembre 2001. Jochen Gargitter (basso) e Christian Fohrer (batteria) si uniscono alla band poco dopo. In principio la band ha cercato di imitare altri gruppi di lingua tedesca come i Böhse Onkelz e Rammstein.
Nel 2002 è stato rilasciato il loro primo album Eines Tages, seguito da Wo die Sonne lacht wieder nel 2003. Il loro terzo album, Mensch oder Gott, è stato pubblicato nel 2004 e il loro quarto Mitten ins Herz dopo che la band ha cambiato l'etichetta nel 2006. Nel 2007 è stato rilasciato il DVD live von Nah und Fern, seguito nel 2008 dall'album in studio gegen alles, nichts gegen. L'album Hart am Wind è stato pubblicato nel 2009 attraverso i Rookies & Kings, un'etichetta di nuova fondazione. Nel 2010 è apparso l'album Gegengift, che ha raggiunto il numero due nella classifica degli album tedeschi e ha fatto guadagnare alla band una nomination come miglior gruppo nazionale rock / alternativo al premio Echo nel 2011. Nel 2012 l'album Feinde deiner Feinde è di nuovo al numero due nelle classifiche tedesche ed è stato nominato per gli Echo 2013. La nomina è stata ritirata in seguito. Nel mese di maggio 2013 gold edition di Feinde deiner Feinde ha raggiunto il numero uno nella classifica degli album tedeschi. Il loro nono album in studio contiene canzoni acustiche ed è entrato nelle classifiche degli album tedeschi al numero uno nel dicembre 2013.

## Critiche
La band è spesso associata alla politica di destra, nonostante il fatto che i suoi membri abbiano preso le distanze da tutte le forme di estremismo politico sia nelle canzoni, sia ribadito più volte nelle interviste. Philipp Burger, cantante di Frei.Wild, faceva parte della banda neonazista Kaiserjäger ("fucilieri dell'imperatore") prima di fondare Frei.Wild. Burger ha spiegato il suo impegno con i Kaiserjäger come una follia giovanile, in un momento in cui stava cercando la ribellione. Nel 2008 è stato associato al partito di destra locale Die Freiheitlichen, ma egli nega di esserne un membro ufficiale.
Le loro canzoni Südtirol e Wahre Werte sono spesso criticate come promozione al nazionalismo. La band si difende facendo notare la difficile storia della popolazione tedesca in Alto Adige, spiegando che le linee devono essere comprese nel contesto di italianizzazione. Sono stati invece evidenziati dalla critica anche motivi riconducibili a elementi narrativi insiti alla concezione di sangue e suolo.
Nominati per gli Echo 2013 come miglior gruppo alternativo rock per il loro album Feinde deiner Feinde. Kraftklub e MIA. chiesero la revoca della nomination e i Frei.Wild vennero esclusi per evitare che l'evento si trasformasse in un dibattito politico.
Nel febbraio 2014 sono stati nominati come miglior gruppo rock alternativo per gli Echo 2014 per il successo commerciale dell'album. Un comitato etico, creato dagli organizzatori Echoes in risposta alla critica pubblica ai Frei.Wild del 2013, ha approvato la band.

## Discografia

### Album in studio
- Eines Tages (2002)
- Wo die Sonne wieder lacht (2003)
- Mensch oder Gott (2004)
- Mitten ins Herz (2006)
- Gegen alles, gegen nichts (2008)
- Hart am Wind (2009)
- Gegengift (2010)
- Feinde deiner Feinde (2012)
- Still (2013)
- Opposition (2015)
- 15 Jahre Deutschrock & SKAndale (2015)
- Rivalen und Rebellen (2018)
- Unsere Lieblingslieder (2019)
- Still II (2019)
- Corona Quarantäne Tape (2020)
- Corona Tape II (2020)

### Album live
- Von nah und fern (2007)
- Händemeer (2011)
- Die Welt brennt – Live in Stuttgart (2012)
- Auf stiller Fahrt (2014)
- Live in Frankfurt: Unfassbar, unvergleichbar, unvergesslich (2014)
- 15 Jahre mit Liebe, Stolz & Leidenschaft (2016)
- Rivalen und Rebellen – Live + More (2018)

## Premi
| Anno | Premio | Categoria                            | Risultato |
| ---- | ------ | ------------------------------------ | --------- |
| 2011 | Echo   | Best National Rock/Alternative Group | nominato  |
| 2013 | Echo   | Best National Rock/Alternative Group | nominato  |
| 2014 | Echo   | Best National Rock/Alternative Group | nominato  |
| 2015 | Echo   | Best Music DVD                       | nominato  |
| 2016 | Echo   | Best National Rock/Alternative Group | vinto     |
| 2017 | Echo   | Best Rock national                   | nominato  |